# Kuriste kirik
Kuriste kirik är en ortodox kyrka i Käina. Den byggdes åren 1884–1890.